# Pikisviken
Pikisviken (finska: Piikkiönlahti) är en fjärd och en vik i Finland. Den ligger i landskapet Egentliga Finland, i den södra delen av landet, 140 km väster om huvudstaden Helsingfors.
Pikisviken omges av fastland i norr och öster och avgränsas i sydväst av Kustö. Den har förbindelse med Lemofjärden i väster via Kustö sund och med fjärde Kaitvesi i söder via sundet Kukkarinsalmi. Pikis å utmynnar i Pikisviken. Kustö biskopsborg ligger intill Pikisviken på Kustös nordöstra udde.